# (73073) 2002 GA1
2002 جي أي 1 (ويعرف أيضًا باسم (73073) 2002 جي أي 1 وفق تسمية الكوكب الصغير) (بالإنجليزية: 2002 GA1)‏ هو كويكب ضمن حزام الكويكبات؛ وترتيبه 73073 من حيث الاكتشاف.
اكتُشف هذا الجُرم الفلكي بواسطة لورين س. بال في 4 أبريل 2002.

## وصلات خارجية
- (73073) 2002 GA1 في قاعدة بيانات مختبر الدفع النفاث لأجرام النظام الشمسي الصغيرة

- الاكتشاف · مخطط المدار ·  العناصر المدارية · المعلمات المادية

- (73073) 2002 GA1 على موقع ويكي سكاي: DSS2, SDSS, GALEX, IRAS, Hydrogen α, X-Ray, Astrophoto, Sky Map, Articles and images